# Selenicereus megalanthus
Selenicereus megalanthus, conocida como pitahaya, es una especie de la familia Cactaceae.

## Distribución
Es endémica de Colombia, Perú, Bolivia, Ecuador, Venezuela y República Dominicana. Este cactus está presente en la Reserva Biológica Jatun Sacha en Ecuador, y probablemente en la Reserva de Cuyabeno.

## Descripción

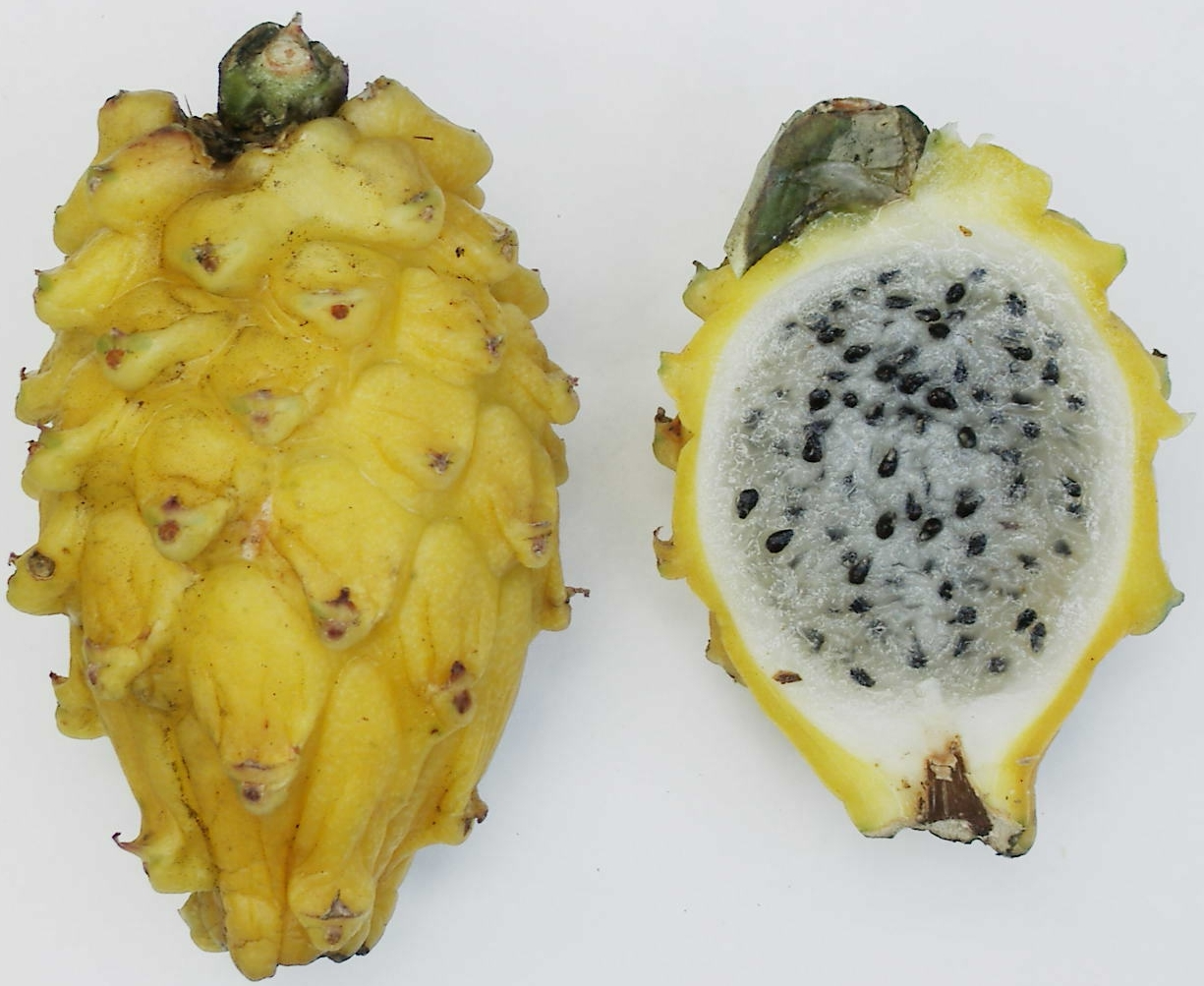
Fruto

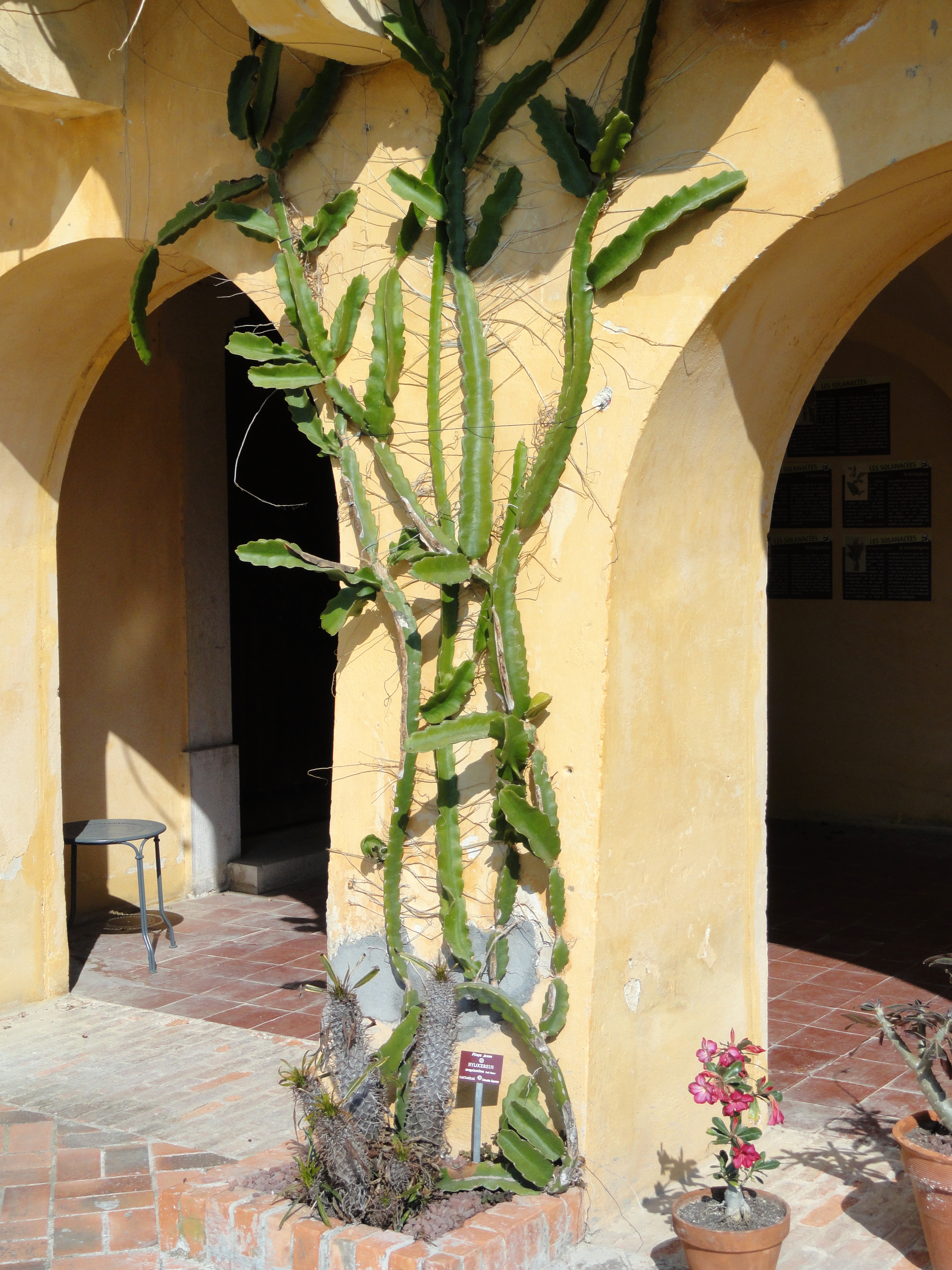
Vista de la planta

Es una especie común que se cultiva por su fruto y como planta ornamental, pues quizás tenga las flores más grandes de todos los cactus.
Es una planta perenne carnosa con hojas decumbentes y angulosas, armada de espinos, de color verde y con las flores de color blanco, en forma de embudo, de 32 a 38 cm de largo. El fruto es ovoide, tuberoso, espinoso, de color amarillo, con pulpa comestible de sabor agradable, ligeramente dulce, blanca grisácea, con múltiples semillas negras; interior comestible.

## Taxonomía
La especie fue descrita iniciamente como Cereus megalanthus por Karl Moritz Schumann, validada por Friedrich Karl Johann Vaupel y publicada en Notizblatt des Botanischen Gartens und Museums zu Berlin-Dahlem 5(50): 284–285, en 1913, hoy en día es tanto un sinónimo como el basónimo de esta. Más adelante, sería transferida al género Hylocereus por Ralf Bauer en Cactaceae Systematics Initiatives: Bulletin of the International Cactaceae Systematics Group 17: 28, en 2003, nombre científico que también es un sinónimo actualmente; y ulteriormente sería transferida al género Selenicereus por Reid Venable Moran en Gentes Herbarum; Occasional Papers on the Kinds of Plants 8(4): 325, en 1953.

#### Etimología
Ver: Selenicereus
megalanthus: epíteto latino que significa "con flores enormes".